# Digitaria catamarcensis
Digitaria catamarcensis är en gräsart som beskrevs av Sulma Zulma E. Rúgolo de Agrasar. Digitaria catamarcensis ingår i släktet fingerhirser, och familjen gräs. Inga underarter finns listade i Catalogue of Life.